# Prager Handgriff (Geburtshilfe)
Der Prager Handgriff ist eine Geburtshilfe-Technik im Fall eines verkehrt rotierten Kopfes in Beckenendlage. Dabei werden mit einer Hand die Schultern des Kindes umfasst, während mit drei Fingern der anderen Hand die Füße des Kindes gegriffen werden, und es so um die Symphyse herum schwingen zu können.
Der Name leitet sich vermutlich von der Prager Gebäranstalt ab, wo dieser Handgriff entwickelt wurde.